# Тун Бага
Тун Бага е каган на Уйгурския каганат, управлявал през 780 – 789 година.
Той е родственик на кагана Бьогю, когото убива и наследява през 780 година. Управлява като васал на империята Тан, с която поддържа приятелски отношения.
Тун Бага умира през 789 година и е наследен от сина си Толосу.